# Roztokî, Cosău
Roztokî (în ucraineană Розтоки) este o comună în raionul Cosău, regiunea Ivano-Frankivsk, Ucraina, formată numai din satul de reședință.

## Demografie
Componența lingvistică a comunei Roztokî
     Ucraineană (99,9%)
     Alte limbi (0,1%)
Conform recensământului din 2001, majoritatea populației comunei Roztokî era vorbitoare de ucraineană (99,9%), existând în minoritate și vorbitori de alte limbi.